# Ectatosticta menyuanensis
Espèce
Ectatosticta menyuanensis est une espèce d'araignées aranéomorphes de la famille des Hypochilidae.

## Distribution
Cette espèce est endémique du Qinghai en Chine. Elle se rencontre dans le xian de Menyuan.

## Description
La femelle holotype mesure 13,58 mm.

## Étymologie
Son nom d'espèce, composé de menyuan et du suffixe latin -ensis, « qui vit dans, qui habite », lui a été donné en référence au lieu de sa découverte, le xian de Menyuan.

## Publication originale
- Wang, Zhao, Irfan & Zhang, 2021 : « Further revision of the spider genus Ectatosticta Simon, 1892 (Hypochilidae), with the description of three new species. » Acta Arachnologica Sinica, vol. 30, no 2, p. 91-98.